# Студёный Ключ (Мордовия)
Студёный Ключ — упразднённая деревня в Кадошкинском районе Республики Мордовия России. Входила в состав Пушкинского сельского поселения. Исключена из учётных данных в 2011 году.

## География
Располагалась в истоке реки Вярьсма, в 5 км к западу от окраины села Нагаево.

## История
В «Списке населённых мест Пензенской губернии за 1869» Жегалино (Студёный Ключ) казенная деревня из 22 дворов Инсарского уезда.

## Население
| 2002 | 2010 |
| ---- | ---- |
| 3    | ↘0   |

Согласно результатам переписи 2002 года в посёлке проживало 3 человека, русские — 100 %